# Sarnów (powiat poddębicki)
Sarnów – wieś w Polsce w województwie łódzkim, w powiecie poddębickim, w gminie Dalików.
W latach 1975–1998 miejscowość należała administracyjnie do województwa sieradzkiego.
We wsi stoi zabytkowy, murowany dom włodarza, wzniesiony w XIX stuleciu w stylu klasycystycznym.